# Сиверская, Любовь Стефановна
Любовь Стефановна Сиверская (13 апреля 1925, село Новоставцы Каменец-Подольской области Украинской ССР — 31 января 2020) — советский строитель, бригадир изолировщиков-кровельщиков, Герой Социалистического Труда (1973).

## Биография
Родилась в 1925 году на Украине. В 1937 году был репрессирован её отец, пришлось в двенадцать лет выходить на работу. Во время оккупации в годы Великой Отечественной войны Любовь неоднократно убегала из эшелонов, вывозивших молодежь на работу в Германию, арестовывалась, сидела по тюрьмам, откуда тоже сбегала.
С 1952 года трудилась разнорабочей на хлебозаводе, затем в тресте «РостовСМУдорстрой» (Ростовская область) на строительстве шоссе и железной дороги. Позднее трудилась бригадиром комплексной бригады штукатуров-маляров на предприятиях Ростова-на-Дону, а потом уехала валить лес на Дальнем Востоке.
В 1958 году переехала в Тольятти к брату, где устроилась в бригаду изолировщиков управления «Промстрой-2» «Куйбышевгидростроя». Работала на строительстве Жигулёвской ГЭС. С 1967 по 1980 год работала бригадиром в своей же бригаде. Участвовала в строительстве Волжского Автозавода, заводов «Волгоцеммаш», «Куйбышевазот», объектов жилья и соцкульбыта Тольятти.
Была членом КПСС, являлась членом парткома «Куйбышевгидростороя». Восемь созывов подряд Сиверскую выбирали депутатом городского совета.
С 1980 года на пенсии, жила в Тольятти.
Умерла 31 января 2020 года.

## Награды
- Герой Социалистического Труда (1973),
- орден Ленина (1973),
- Два ордена Трудового Красного Знамени,
- медаль «За трудовое отличие» (1963),
- медаль «За доблестный труд».

## Интересные факты
- Любовь Стефановна познакомилась с поэтом Евгением Евтушенко, когда в 1975 году с делегацией Тольятти ездила в Набережные Челны на «Камскэнергострой». Ей он посвятил свою поэму «Мама Люба». В 1982 году Сиверская снова встретилась с поэтом, который приехал в Тольятти на творческий вечер.
- 5 ноября 2004 года на Центральной площади Тольятти состоялось торжественное открытие и освещение памятника «Созидателям города», основной фигурой которого стала скульптура Святителя Николая чудотворца. Скульптура установлена на месте, где прежде находился закладной камень под монумент «Слава труду» — глыба серого гранита. Установлен он был в ноябре 1977 года. Право заложить монумент было предоставлено строителям «Куйбышевгидростроя» — бригадирам, Героям Социалистического труда И. М. Ефремову, Г. В. Робустову, Л. С. Сиверской и Заслуженному строителю СССР — З. П. Ковалевой. Надпись на граните гласила: «Здесь будет сооружен монумент „Слава труду“, в честь строителей Ордена Ленина и Ордена Трудового Красного Знамени Куйбышевгидростроя». Точную дату установления монумента тогда не определили.[2]